# Traunstein–Garching-vasútvonal
A Traunstein–Garching-vasútvonal (más néven a Traun-Alz-Bahn) egy normál nyomtávolságú, egyvágányú, nem villamosított vasútvonal Németországban Traunstein és Garching között. A vasútvonal hossza 33,9 km.